# Konhoida
Konhoida  (tudi Nikomedova konhoida ali tudi školjčnica) je krivulja, ki se dobi s pomočjo fiksne točke {\displaystyle O\,} neke druge krivulje in razdalje {\displaystyle d\,}. Konhoida je cisoida krožnice s središčem v {\displaystyle O\,} glede na dano krivuljo. Imenujejo jo tudi školjčnica, ker njena oblika spominja na školjke dagnje. Konhoide tvorijo celo družino krivulj.

## Konhoida v polarnih koordinatah
V polarnem koordinatnem sistemu je enačba konhoide 
{\displaystyle r=a+b\sec \theta } 

## Konhoida v kartezičnih koordinatah
V kartezičnem koordinatnem sistemu je enačba konhoide 
{\displaystyle (x-b)^{2}(x^{2}+y^{2})-a^{2}x^{2}=0} 

## Parametrična oblika konhoide
Parametrična oblika enačbe konhoide je
{\displaystyle x=a+\cos \theta \quad y=a\tan \theta +\sin \theta }.

## Povezave z drugimi krivuljami
- Pascalov polž je konhoida krožnice s stalno točko na krožnici [2]
- pogosto se konhoida glede na premico imenuje tudi Nikomedova konhoida.
- včasih tudi de Sluzejevo konhoido in Dürerjevo konhoido prištevamo h konhoidam (vsaj po imenu), čeprav po definiciji nista pravi konhoidi.